# Manfred Mühlbeyer

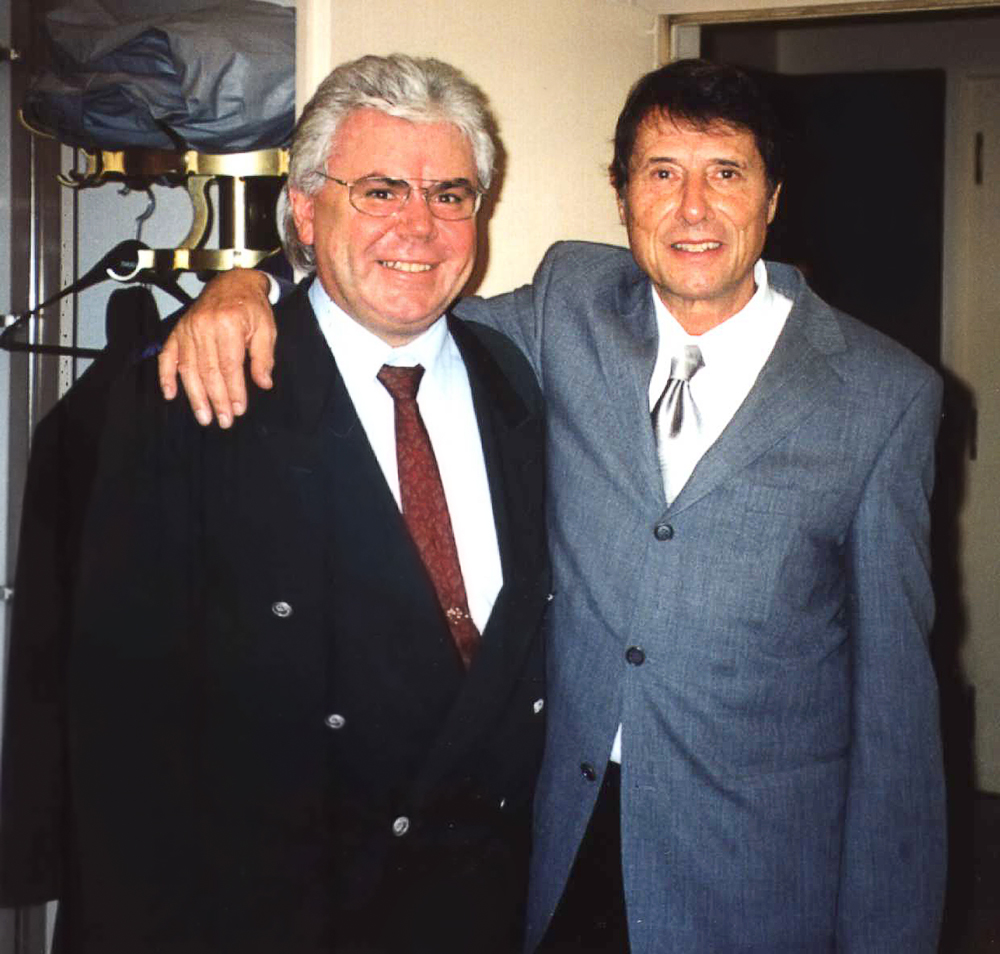
Manfred Mühlbeyer (links) zusammen mit Udo Jürgens

Manfred Mühlbeyer (* 10. Mai 1955 in Erpolzheim) ist ein deutscher Buch-, Bühnen- und Filmautor, Regisseur und Eventmanager aus Freinsheim, der sich auch als Sammler von Spielzeug einen Namen gemacht hat.

## Leben
1965 ging Mühlbeyer auf die staatlich anerkannte Musikfachschule Wörner in Neustadt an der Weinstraße und besuchte sie bis 1972; parallel dazu absolvierte er ab 1971 die Handelsschule im selben Ort. Zusätzlich nahm er Privatunterricht bei Kurkapellmeister Willy Schroers in Bad Dürkheim, der zu seinem Mentor wurde.
Im Jahr 1967 stand Mühlbeyer zum ersten Mal mit dem Akkordeon auf der Bühne. Als ausgebildeter Organist (Hammond-Orgelspieler, heute Keyboarder) begleitete er mit 16 Jahren Interpreten der deutschsprachigen Musik-Szene, wie Bata Illic, die Jacob Sisters, Gitte Hænning und Tony Marshall, für den er den Gassenhauer „Äähner geht noch …“ schrieb.
1976 nahm Mühlbeyer mit der Band Butterfly die erste Schallplatte auf. Mit Butterfly verbuchte er 1977 auch erste TV-Auftritte. 1991 gründete er die Revivalband The Memories, 1997 die Schlagerband Die Mendocinos, Die Musical Company (1999) und Solid Gold (2003). Auch die Coverband Pop-History (1998) und die Bee-Gees-Revivalband Night Fever (2005) entstanden durch seine Initiative. Pop History verbuchten unter anderem einen Auftritt im Hafen von Malta vor großer Kulisse und wirkten bei der Fernseh-Sendung „Verstehen Sie Spaß?“ mit.

### Eventmanager, Bühnen- und Filmautor
1973 gründete Manfred Mühlbeyer seine Event-Agentur „Show-Service-Center“. 1974 konzipierte er erste Unterhaltungsprogramme mit „Zeitgeist-Quiz“, die Moderator Lou van Burg live präsentierte. Besondere Meilensteine seiner Tätigkeit als Eventmanager sind die Jubiläums-Veranstaltung „1200 Jahre Stadt Bad Dürkheim“ (1978), die Zusammenarbeit mit Hannelore Kohl für die Stiftung ZNS und der Event „Bonjour Nürnberg – Citroën ist da“, unter anderem mit Alfred Biolek und Götz George (beide 1988), die erste „Kurpark-Gala“ in Bad Dürkheim mit dem größten bespielbaren Roulette der Welt (1991), die musikalische Inszenierung der Gründungsveranstaltung des Charity-Clubs „EAGLES“ in Garmisch-Partenkirchen mit den Gästen Steve Kanaly, Franz Beckenbauer, Rosi Mittermaier, Otto Waalkes, Elke Sommer, Howard Carpendale und anderen (1993), die Organisation und Inszenierung einer „Spontan-Show“ mit Country-Sänger John Denver und „The Memories“ in Garmisch-Partenkirchen (1995), ein Chorkonzert mit über 1000 Mitwirkenden auf der Spanischen Treppe in Rom (1996) sowie die Inszenierung des Showkonzeptes für die Grill-Weltmeisterschaft in Pirmasens und der „Deutschen Sektnacht“ im Wachenheimer Sektschloss (beides 2004). Außerdem ist Mühlbeyer auch der Erfinder der „Grusicals“ bei Halloween-Partys, unter anderem mit Frank Zander. Sein erstes „Grusical“ feierte 2005 Premiere. Mühlbeyer zeichnet für Konzept und Organisation von rund 10.000 Veranstaltungen verantwortlich. Die Kurpark-Galas in Bad Dürkheim, Produktpräsentationen an den Pyramiden von Gizeh, das Festival am Toten Meer, Partnerschaftstreffen für AkzoSikkens in Rom, Charity-Partys für den Golf-Club „EAGLES“ im In- und Ausland, Jubilarsfeiern für ABB, BASF, Citroën, Dunlop, der Jahresabschluss-Event für McLaren in London oder „Starterfeste“ für den Finanzvertrieb DVAG oder den Mobilfunkanbieter E-Plus gehören ebenfalls dazu. Gemeinsam mit dem SWR1-Musikexperten Werner Köhler konzipierte Mühlbeyer ein Konzept für die Live-Bühne um die Pop-Geschichte, woraus sich die SWR1-Show „Hits und Storys“ entwickelte.
Das von ihm konzipierte und weiterentwickelte Jubiläumskonzept „Zeitreise“ präsentiert er seit Mitte der 1970er Jahre bei Anlässen wie zehn Jahre Deutsche Einheit, 50 Jahre Lufthansa, 100 Jahre Renault in Deutschland.

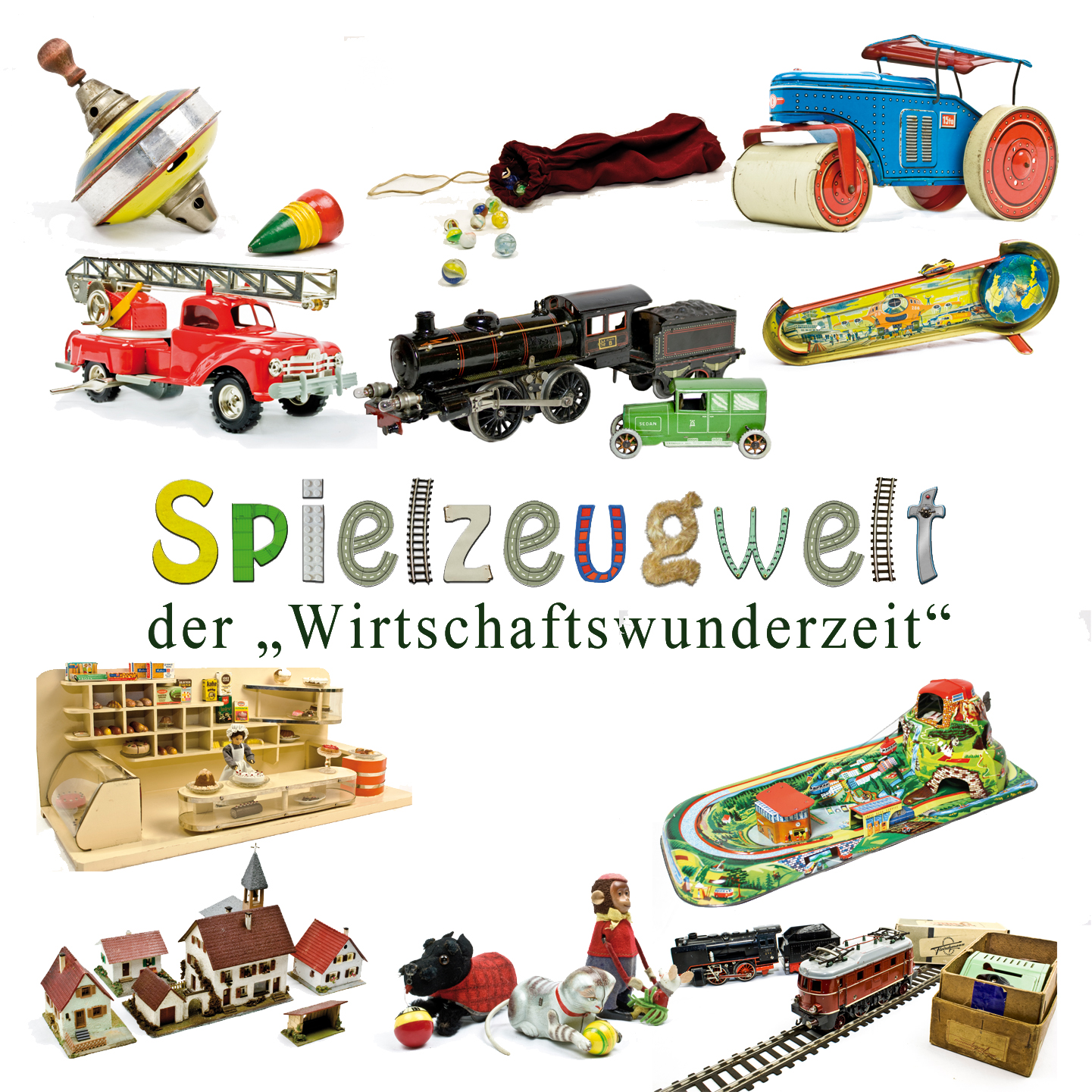
Das Cover zum Film Spielzeugwelt der Wirtschaftswunderzeit

Erste Erfahrungen mit TV-Produktionen sammelte er 1982 bei „Im Krug zum grünen Kranze“. 1984 begann seine Zusammenarbeit mit dem Ersten Privaten Fernsehen in Ludwigshafen am Rhein. 1986 gründete er gemeinsam mit seinem Bruder Roland Mühlbeyer das Ton-Studio-Weinstraße, in dem er auch Werbespots produzierte. In den 90er Jahren erfolgte eine Zusammenarbeit mit dem Team der GUM-Puppensatire „Hurra Deutschland“. 2005 schuf er ein Showkonzept für die TV-Produktion „Feste Feiern“ (SWR). Er schrieb Drehbücher für TV-Produktionen mit der versteckten Kamera und führte in der HR-Serie „Schmunzel-Clip“ Regie. Sein erstes Bühnenstück, die Musik-Komödie „Wie war das noch gestern?“, schrieb und inszenierte er im Jahr 2011. Im gleichen Jahr produzierte er die TV-Doku „Spielzeugwelt der Wirtschaftswunderzeit“, die zwei Dutzend Mal in ARD-Programmen ausgestrahlt wurde. Manfred Mühlbeyer schrieb über 1000 Drehbücher.

### Sammler
Mühlbeyer gilt als Fachmann für historisches Spielzeug mit Schwerpunkt in der Nachkriegszeit der 1950er/60er Jahre. Über diese Spielzeug-Epoche schrieb er ein Buch mit dem Titel „Einfach Spielen“.

## Familie
Manfred Mühlbeyer ist seit 1978 verheiratet mit Angelika Mühlbeyer (geb. Strauch) und Vater von zwei Söhnen.